# آترزی
آترزی (به آلمانی: Attersee) که کامرزی (به آلمانی: Kammersee) نیز خوانده می‌شود، بزرگ‌ترین دریاچهٔ منطقهٔ سالزکامرگوت در کشور اتریش است که در ایالت اوبراسترایش قرار دارد.
این دریاچه، از نظر مساحت، پس از دریاچه کنستانس و دریاچهٔ فرتو، سومین دریاچهٔ بزرگ کشور اتریش است.

## ماهی‌ها
انواع ماهی‌های زیر در این دریاچه وجود دارند:
- اردک‌ماهی
- قزل‌آلای خال‌سرخ
- قزل‌آلای رنگین‌کمان
- قزل‌آلای آلپ (Salvelinus alpinus)
- lake char (Salvelinus umbla)[۳]
- مارماهی اروپایی
- carp
- ماهی ریشدار
- ماهی لوتی
- ماهی سفید